# Antiga e Mística Ordem Rosae Crucis

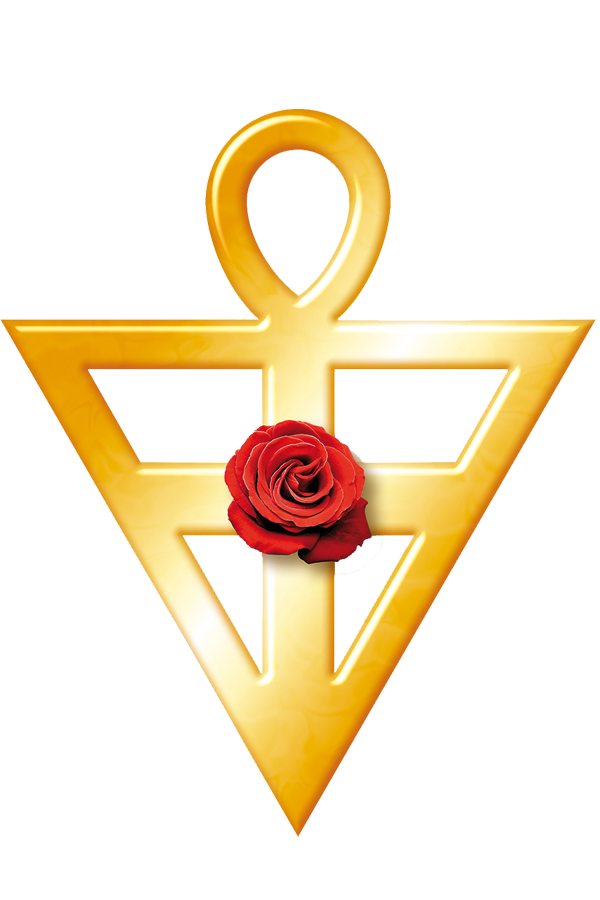
Emblema Oficial Mundial da Ordem Rosacruz

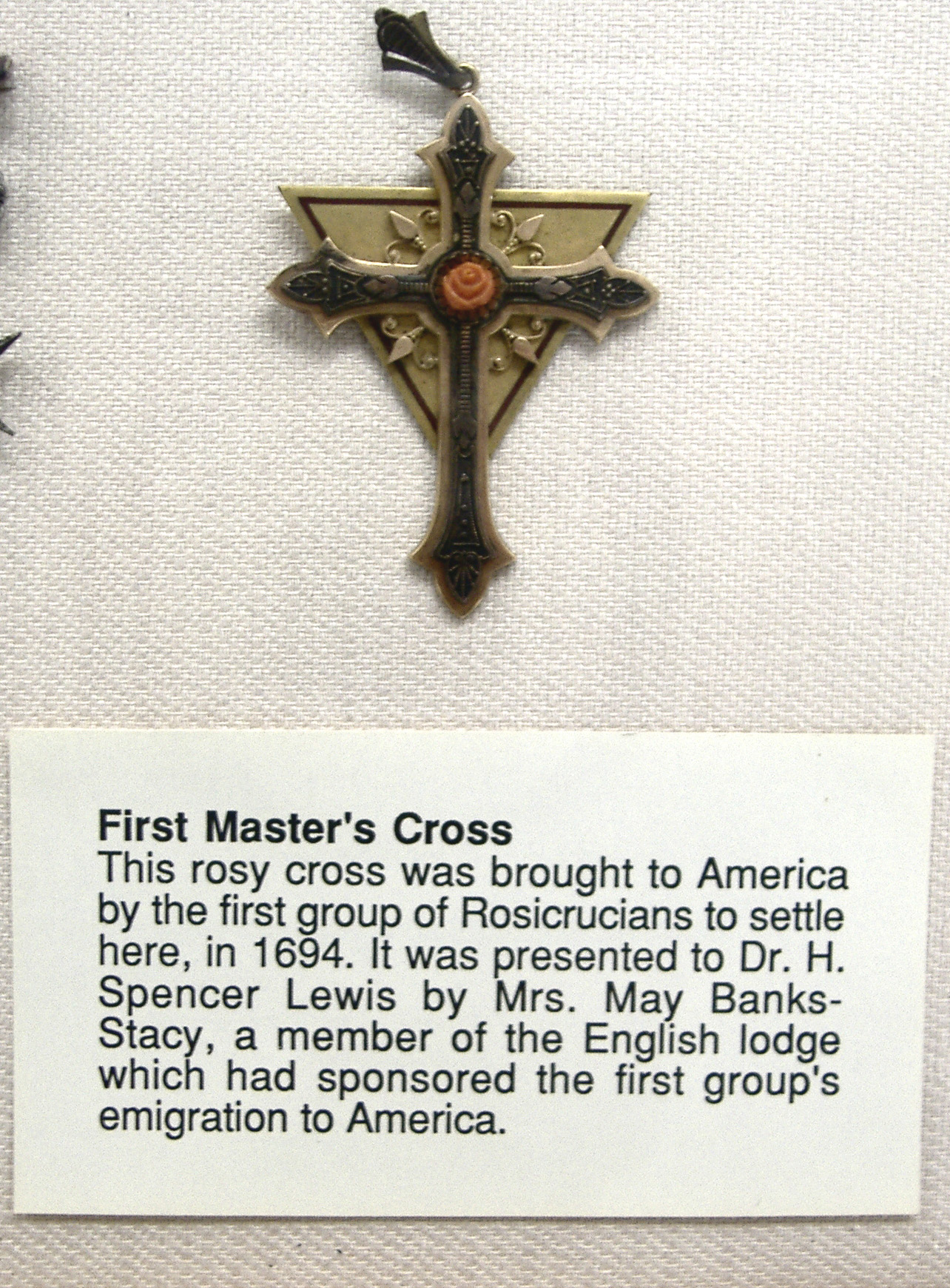
Cruz Rosacruz de Mestre:"Esta rosa cruz foi trazida para a América pelo primeiro grupo de rosacruzes para se instalarem aqui, em 1894. Foi apresentada ao Dr. H. Spencer Lewis pela Sra. May Banks-Stacy, um membro da loja inglesa que patrocinara a primeira emigração do grupo para a América."

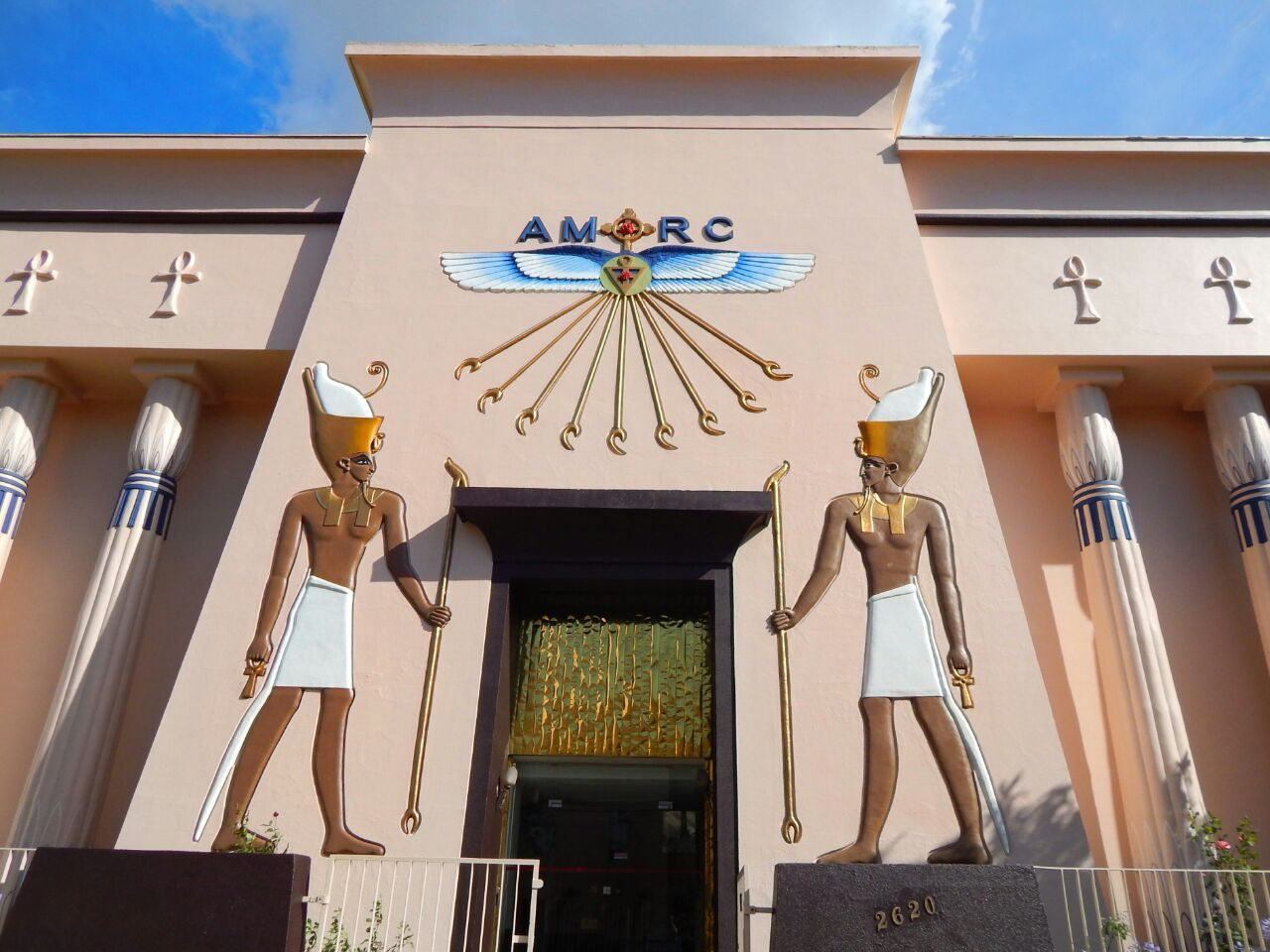
Museu Egípcio e RosaCruz, em Curitiba, Brasil

A Antiga e Mística Ordem Rosae Crucis (A.M.O.R.C.) é um movimento filosófico, iniciático e tradicional mundial, não religioso e apolítico, aberto a homens e mulheres sem distinção de raça, religião ou posição social.
Fundada nos EUA, em 1915, por Harvey Spencer Lewis, ela também é conhecida por seu nome em Latim, Antiquus Mysticusque Ordo Rosæ Crucis. A AMORC é possivelmente a maior fraternidade rosacruz existente, em função de sua rede de Grandes Lojas ter representações em todos os continentes do planeta.[carece de fontes?]
O rosacrucianismo, escola do Esoterismo Ocidental, praticado pela AMORC foi restabelecido no começo do século vinte (1915) nos EUA, por Harvey Spencer Lewis, que assumiu a responsabilidade de reativar a Ordem Rosacruz na América do Norte. Sob sua orientação foi criado um sistema de ensino à distância, que caracteriza a AMORC até o presente e foi construído o Parque Rosacruz em San José, Califórnia. O seu filho e sucessor, Ralph M. Lewis, foi o responsável pela expansão da AMORC no mundo.[carece de fontes?]

## Origem Tradicional
A AMORC reconhece que as suas origens tradicionais remontariam às antigas escolas de mistérios, ou "casas de vida", egípcias, cujo fundador teria sido o faraó Tutmés III, da XVIII dinastia. Este faraó teria fundado uma fraternidade secreta, visando estudar os mistérios da vida, aspectos mais profundos (esotéricos) não revelados pela religião de sua época, centrada mais em crendices (aspectos exotéricos). Seu primeiro líder - imperator - entretanto teria sido Amenófis IV, conhecido também como Aquenáton. e se deu por volta de 1353 a.C. (ano que inicia o cômputo do calendário Rosacruz), momento em que o Cósmico determinou que o conhecimento viesse à tona para aqueles que buscavam a luz. A origem dos conhecimentos preconizados pela Ordem, todavia, a tradição esotérica dessa sociedade diz que são ainda anteriores e remontam à Tradição Primordial  herdada dos Atlantes.[carece de fontes?]
Os Essênios foram uma das três principais escolas Israelitas do primeiro século e, na perspectiva da AMORC, Jesus teria sido membro do grupo do norte, que se concentrava ao redor do Monte Carmelo. Os essênios eram também conhecidos como nazarenos, e Nazaré era um dos seus redutos, ainda que deve-se notar que o termo era anterior ao nome do lugar. Os membros da escola vestiam-se de branco e seguiam uma dieta vegetariana, como a ordem monástica cristã dos Carmelitas, conhecidos também como Monges Brancos, devido a sua túnica branca, e é interessante notar que membros atuais dessa ordem afirmam abertamente que Jesus era essênio e foi criado no Monte Carmelo, ainda que as escrituras essênicas sejam excluídas da Bíblia promulgada geralmente pela Igreja. Desta forma, os conhecimentos essênios também foram incorporados pela tradição rosacruz da AMORC.

## Origem Histórica
Segundo Rebisse (2004) , o rosacrucianismo histórico remonta ao século XVII, com o mito de Christian Rosenkreutz, fomentado por um círculo de intelectuais alemães (Círculo de Tübingen) para confrontar o fundamentalismo religioso da época.  A estratégia utilizada para fomentar o debate foi a publicação anônima de três "Manifestos" que tornam pública a existência da fraternidade, questionando o reducionismo próprio da época.[carece de fontes?]
- 1614 - Lançado em Kassel, na Alemanha, o Manifesto Fama Fraternitatis.
- 1615 - Lançado em Kassel, na Alemanha, o Manifesto Confessio Fraternitatis.
- 1616 - Lançado em Estrasburgo, na Alemanha (anexada à França em 1681), o Manifesto Núpcias Alquímicas de Christian Rozenkreutz.

## Origem Contemporânea
AMORC foi fundada por Harvey Spencer Lewis em 1915, após a sua iniciação, em 1909, em Toulouse, na Ordre Rose-Croix, por Raynaud E. de Bellcastle-Ligne. Assim, a partir dessa iniciação, foi-lhe outorgado o direito para fundar uma Ordem Rosacruz nas Américas. As atividades tiveram início na cidade de Nova Iorque, tendo lojas em São Francisco e Tampa, no estado da Flórida. A sede da Suprema Grande loja foi deslocada em 1927 para San José, na Califórnia. A grande inovação no rosacrucianismo da AMORC foi o envio dos ensinamentos tradicionais por correspondência.[carece de fontes?]
Harvey Spencer Lewis morreu em 1939, ocupando o cargo de imperator por 25 anos. Foi sucedido por seu filho, Ralph Maxwell Lewis, que ocupou a posição de 1939 a 1987, portanto por 48 anos, sendo responsável pela expansão mundial da Ordem. O seu sucessor foi  Gary L. Stewart, ocupando a posição apenas por três anos. Quem o sucedeu foi o Frater Christian Bernard. O atual Imperator é Cláudio Mazzucco, que foi eleito para o cargo de Imperator em 2019.[carece de fontes?]
Atualmente a AMORC mantém uma rede mundial de Grandes Lojas distribuídas em regiões geográficas/idiomáticas e dirigidas por diretores denominados tradicionalmente como Grandes Mestres. Estas, por sua vez, mantém uma rede regional de Organismos Afiliados (Lojas, Capítulos e Pronaoi) classificados segundo o número de membros afiliados. Muitas das Grandes Lojas mantém, também, universidades livres - Universidades Rose-Croix Internacional (URCI) para fins de colocar os seus ensinamentos tradicionais em diálogo com a ciência, para manter sempre atualizados os seus conhecimentos.[carece de fontes?]

## Grande Loja da Jurisdição de Língua Portuguesa
A sede para os países de Língua Portuguesa é a Grande Loja da Jurisdição de Língua Portuguesa (também chamada GLP), localizada no bairro de Bacacheri, em Curitiba, Paraná, Brasil.

## Líderes Mundiais (Imperatores)
- Harvey Spencer Lewis (1909 - 1939)
- Ralph Maxwell Lewis (1939 - 1987)
- Gary L. Stewart (1987 - 1990)
- Christian Bernard (1990 - 2019)
- Claudio Mazzucco (2019 - atualidade)[9]

## Ensinamentos
Os ensinamentos da AMORC são veiculados por meio de monografias, que são remetidas regularmente a seus membros via correio e/ou internet. Os assuntos abordados são: Matéria e Energia; A Natureza Ilusória de Tempo e Espaço; Consciência Humana e Consciência Cósmica; Técnica Rosacruz de Meditação; Desenvolvimento da Intuição; Aura Humana; Cura Metafísica; Sons Místicos; Telepatia; Telecinesia; Vibroturgia; Radiestesia; Alquimia Espiritual; O Poder Criativo da Visualização; Projeção Psíquica; Despertando a Consciência Psíquica; Reencarnação e Carma; Intuição, Inspiração e Iluminação; Influência Física, Psíquica e Espiritual do Subconsciente; Encarnação da Alma; Transição da Alma; Cura Pessoal e Cura à Distância; O Corpo Psíquico e os Centros Psíquicos; Percepção Psíquica e Consciência Psíquica; Projeção Psíquica; Natureza e Simbolismo dos Sonhos; Auras Físicas, Psíquicas e Espirituais; Poder Místico dos Sons Vocálicos e Mantras; Alma Universal e Alma Humana; Reencarnação da Alma; Regeneração Mística; Harmonização com a Consciência Cósmica entre outros.[carece de fontes?]
As monografias são cedidas por empréstimo aos membros e deverão ser devolvidas à AMORC quando se encerrar o período de afiliação, seja pela transição (falecimento do membro) ou pela desistência. Qualquer outro uso ou tentativa de uso, por causa disso, viola o acordo de afiliação do Membro com a Ordem, e constitui violação aos Estatutos da Ordem. Portanto, os ensinamentos (monografias) não podem ser vendidos ou comprados por quem quer que seja. A venda ou a compra pode tornar o comprador, ou o vendedor sujeito a penalidade civil.[carece de fontes?]

## Literatura
A Ordem Rosacruz, AMORC edita e vende dezenas de obras relacionadas ao conteúdo dos seus ensinamentos, além de editar trimestralmente a Revista "O Rosacruz".[carece de fontes?]

## Movimentos Artísticos ou Cultos Artísticos?
O ressurgimento do catolicismo na França entre pintores e escritores fez com que alguns artistas formassem cultos religiosos. Um desses grupos cultuais foi a Ordem Rosacruz do Templo e do Graal. Fundado por Josephin Peladan (1859-1918), o aspecto de Salão do Rosacrucianismo promove as artes, tem um sabor esotérico e combina crenças. Peladan "ordenou" que apenas temas inspirados na religião, misticismo, lenda e mito, sonho, alegoria e poesia fossem dignos de estar nos seus Salões. Cenas de paisagens, da vida moderna, foram proibidas nas suas galerias de arte.[carece de fontes?]
Seus seguidores incluíam: Edmon Aman-Jean, Jean Delville, Charles Filiger, Armand Point, Carlos Schwabe e Alexandre Seon. Das imagens satânicas de Delville ao catolicismo de Schwabe, o grupo cobriu um amplo gênero religioso / gótico e pode ser considerado um predecessor do Movimento de Arte Neo-Gótica.[carece de fontes?]
O grupo recebeu seis salões de 1892 a 1897. O primeiro show continha uma apresentação de uma das peças de Peladan e música de Erik Satie, Giovanni Pierluigi da Palestrina e Wagner. Os shows foram considerados espetáculos e, portanto, atraíram um grande público.[carece de fontes?]
O Rosacrucianismo original foi fundado por Christian Rosenkrutz (uma pessoa que alguns historiadores afirmam nunca ter existido, mas ele mesmo é uma criação fictícia). Tradicional e historicamente, o movimento Rosacruz sempre lutou pelo estabelecimento e perpetuação da liberdade - a liberdade da mente, do espírito e da alma.[carece de fontes?]

## Relação Mundial de Grandes Lojas
As Grandes Lojas da Ordem Rosacruz, AMORC, estão divididas em jurisdições para os idiomas do mundo, disponível no seu website.